# Idrazina

Struttura generale delle idrazine

L'idrazina (nome IUPAC sostitutivo: diazano) è un composto binario dell'azoto trivalente con l'idrogeno, quindi anche un idruro di azoto e tra questi è il più semplice che contenga un legame singolo N-N. La sua formula bruta è N2H4 e quella di struttura è H2N−NH2.
A temperatura ambiente è un liquido incolore volatile, infiammabile, dall'odore pungente che ricorda l'ammoniaca e che fuma all'aria; è inoltre corrosivo e tossico.
È solubile in acqua in ogni rapporto, come pure negli alcoli metanolo, etanolo, n-propanolo e isobutanolo. L'idrazina, come l'ammoniaca, è una base (sebbene più debole), ma è biprotica e può quindi formare due serie di sali: con l'acido cloridrico, ad esempio, forma N2H5Cl e N2H6Cl2.
Con il termine idrazine ci si riferisce a una classe di composti organici derivati dall'idrazina per sostituzione di uno o più atomi d'idrogeno con uno o più gruppi organici R , alchilici o arilici, aventi formula di struttura R2N−NR2).

## Tossicità
È una sostanza corrosiva, tossica e cancerogena: la soglia di contaminazione dell'aria è di 1 ppm, mentre la soglia olfattiva (oltre la quale l'odore è avvertibile) è di 3-5 ppm: già a 20 °C i vapori possono raggiungere tali concentrazioni. A temperature superiori ai 38 °C, se i vapori non vengono dispersi, la miscela aria-vapori di idrazina può raggiungere concentrazioni tali da essere esplosiva.

### Sintomi
I sintomi immediati del contatto con l'idrazina sono dovuti alla corrosività della sostanza: quindi bruciore, e nel caso di inalazione dei vapori, tosse, capogiro e difficoltà respiratoria: tali sintomi possono presentarsi anche a distanza di 10-12 ore dal contatto.
La tossicità è a carico del fegato, dei reni e del sistema nervoso centrale: i sintomi di un avvelenamento da idrazina sono nausea, vomito, debolezza, confusione, stato di incoscienza. Se l'avvelenamento è avvenuto per inalazione di vapori si può avere edema polmonare acuto. L'ingestione può essere letale.

## Proprietà chimiche
Chimicamente è una base medio forte e un forte nucleofilo; reagisce violentemente con altri ossidanti, con molti metalli e ossidi.

## Ioni dell'idrazina
L'idrazina possiede una certa tendenza a protonarsi; a seconda dei casi può subire una protonazione singola o doppia con la formazione rispettivamente del catione idrazinio e dell'idrazinio dicatione.

### Idrazinio
|                                   |                                     |
| Struttura Lewis catione idrazinio | Struttura a sfere catione idrazinio |

L'idrazinio (conosciuto anche come diazanio) è un catione di formula N2H5+ derivato dalla protonazione dell'idrazina
H2N-NH2 + H+ → H3N+-NH2
L'idrazinio rappresenta la forma ionica principale impiegata nella preparazione dei sali di idrazina, come ad esempio il solfato di idrazina o il nitroformiato di idrazinio [N2H5]+[C(NO2)3]− (sigla: HNF).

### Idrazinio dicatione
|                                     |                                       |
| Struttura Lewis idrazinio dicatione | Struttura a sfere idrazinio dicatione |

L'idrazinio dicatione è un catione di formula N2H62+. Presenta due cariche positive nette dislocate sugli atomi di azoto, cariche che derivano dalla doppia protonazione dell'idrazina
H2N-NH2 + 2H+ → H3N+-N+H3

## Utilizzi
Viene impiegata (dato che è ipergolica, ovvero reagisce violentemente con agenti ossidanti) come combustibile per missili e per razzi di controllo orbitale e d'assetto, nei satelliti artificiali ed è stata utilizzata negli Space Shuttle. Trova uso anche nella fabbricazione di alcuni esplosivi a base liquida chiamati astroliti.
L'idrazina si decompone a temperature elevate in presenza di ossigeno liberando azoto e acqua: viene perciò usata come additivo nell'acqua delle caldaie ad alta pressione per deossigenarla ed evitarne la corrosione delle pareti.
Alcuni aerei militari (ad esempio gli F-16 che sono stati in dotazione all'Aeronautica Militare Italiana) utilizzano piccole turbine a gas, dette EPU (Emergency Power Unit), alimentate a idrazina (H-70: miscela di idrazina/acqua 30%/70%), da utilizzarsi come generatore elettrico e idraulico di emergenza in caso di avaria dei generatori principali.
Viene utilizzata anche come rivelatore in fotografia tradizionale al nitrato d'argento.

## Reazioni tipiche

### Addizione nucleofila di idrazine a chetoni
L'idrazina è un composto molto nucleofilo perché i due atomi di azoto si influenzano a vicenda (effetto alfa).
La reazione avviene solo con composti chetonici o aldeidici ed è perciò selettiva, può essere infatti usata per separare chetoni e/o aldeidi da altri composti.
Si usa spesso la 2,4-dinitrofenilidrazina.

### Anammox
L'idrazina è un intermedio metabolico del processo Anammox, l'ossidazione anossica dell'ammoniaca portata avanti da alcuni batteri (ex: Brocadia anammoxidans). L'idrazina viene sintetizzata dall'enzima idrazina idrolasi a partire da ossido di azoto e ione ammonio. L'idrazina viene a sua volta ossidata ad azoto diatomico dall'enzima idrazina deidrogenasi.

### Derivati dell'idrazina
- fenilidrazina
- monometilidrazina (MMH)
- dimetilidrazina asimmetrica (UDMH o 1,1-dimetilidrazina) e dimetilidrazina simmetrica (1,2-dimetilidrazina)
- 4-nitrofenilidrazina